# Oskar Schlömilch

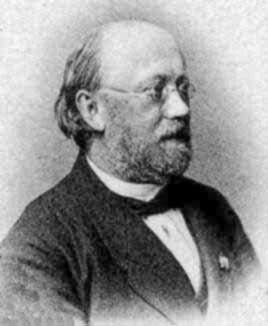
Oskar Schlömilch

Oscar Xavier Schlömilch (* 13. April 1823 in Weimar; † 7. Februar 1901 in Dresden) war ein deutscher Mathematiker.

## Leben
Schlömilch studierte Mathematik und Physik in Jena, Berlin und Wien. In Berlin war er Schüler von Peter Gustav Lejeune Dirichlet. Er lehrte erst in Jena, wo er 1844 promoviert worden war (Dissertation Theorema taylorianum), und ab 1849 in Dresden (Technische Universität) als Professor für Mathematik. 1874 gab er seinen Lehrstuhl auf und wurde Erziehungsminister in Sachsen.
Unter anderem entwickelte er die so genannte Schlömilchsche Restglieddarstellung der Taylor-Entwicklung und schrieb ein wichtiges Lehrbuch der Analysis. Es gibt von ihm eine ganze Reihe von Lehrbüchern und Handbüchern, in denen er früh die Methoden der Analysis von Augustin-Louis Cauchy in Deutschland bekannt machte. Einige seiner Lehrbücher waren zu seiner Zeit sehr populär und erfolgreich. Gewisse Reihenentwicklungen nach Besselfunktionen werden als Schlömilchsche Reihen (Schlömilch series) bezeichnet. Die (von ihm mitbegründete) Zeitschrift für Mathematik und Physik wird in älteren Quellen auch als Schlömilchsche Zeitschrift bezeichnet. Ohne Kenntnis vorheriger Arbeiten von Leonhard Euler und Carl Johan Malmstén veröffentlichte er 1858 einen Beweis der Funktionalgleichung der Zetafunktion.
Schlömilch veröffentlichte zunächst viel im Archiv für Mathematik und Physik von Johann August Grunert. Anfangs war das Verhältnis zu Grunert gut, als dieser aber einem Amateurmathematiker (F. W. Barfuss, ein Versicherungsdirektor aus Weimar) die Fortsetzung eines Disputs mit Schlömilch um eine Frage von Rechnungen mit divergenten Reihen einräumte, kamen Schlömilch Zweifel an Grunerts Kompetenz (und dessen Bevorzugung altbackener mathematischer Inhalte). Er beschloss eine eigene Zeitschrift zu gründen, wozu er 1854 Kontakt zum Verlag Teubner in Leipzig aufnahm. Er legte dem Verleger dar, dass das Journal für die reine und angewandte Mathematik von August Leopold Crelle für die meisten Mathematiklehrer zu abgehoben war und die Annalen der Physik und Chemie von Johann Christian Poggendorff ebenso und beide (sowie Grunerts Archiv) zudem Konkurrenz benötigten. 1856 erschien der erste Band der Zeitschrift für Mathematik und Physik. Bis 1859 wurde er von Benjamin Witzschel bei der Herausgabe unterstützt, der ab von 1859 Moritz Cantor abgelöst wurde, ergänzt ab 1860 von E. Kahl. Unter Cantors Einfluss erschienen viele Beiträge zur Geschichte der Mathematik, ab 1875 in speziellen Supplementen. 1896 gab Schlömilch die Herausgabe auf.
Schlömilch starb 1901 in Dresden. Er wurde auf dem Alten Annenfriedhof beerdigt. Anstelle seines Grabes, das zerstört wurde, erinnert die Gedenkstätte für Professoren der TU Dresden auf dem Friedhof u. a. an Schlömilch.

## Ehrungen
Seit 1852 war er ordentliches Mitglied der Königlich Sächsischen Gesellschaft der Wissenschaften. 1863 wurde er zum Mitglied der Deutschen Akademie der Naturforscher Leopoldina gewählt. Er war ab 1862 Mitglied der Königlich Schwedischen Akademie der Wissenschaften. Im Dresdner Stadtteil Tolkewitz erinnert die Schlömilchstraße an den Mathematiker.

## Schriften

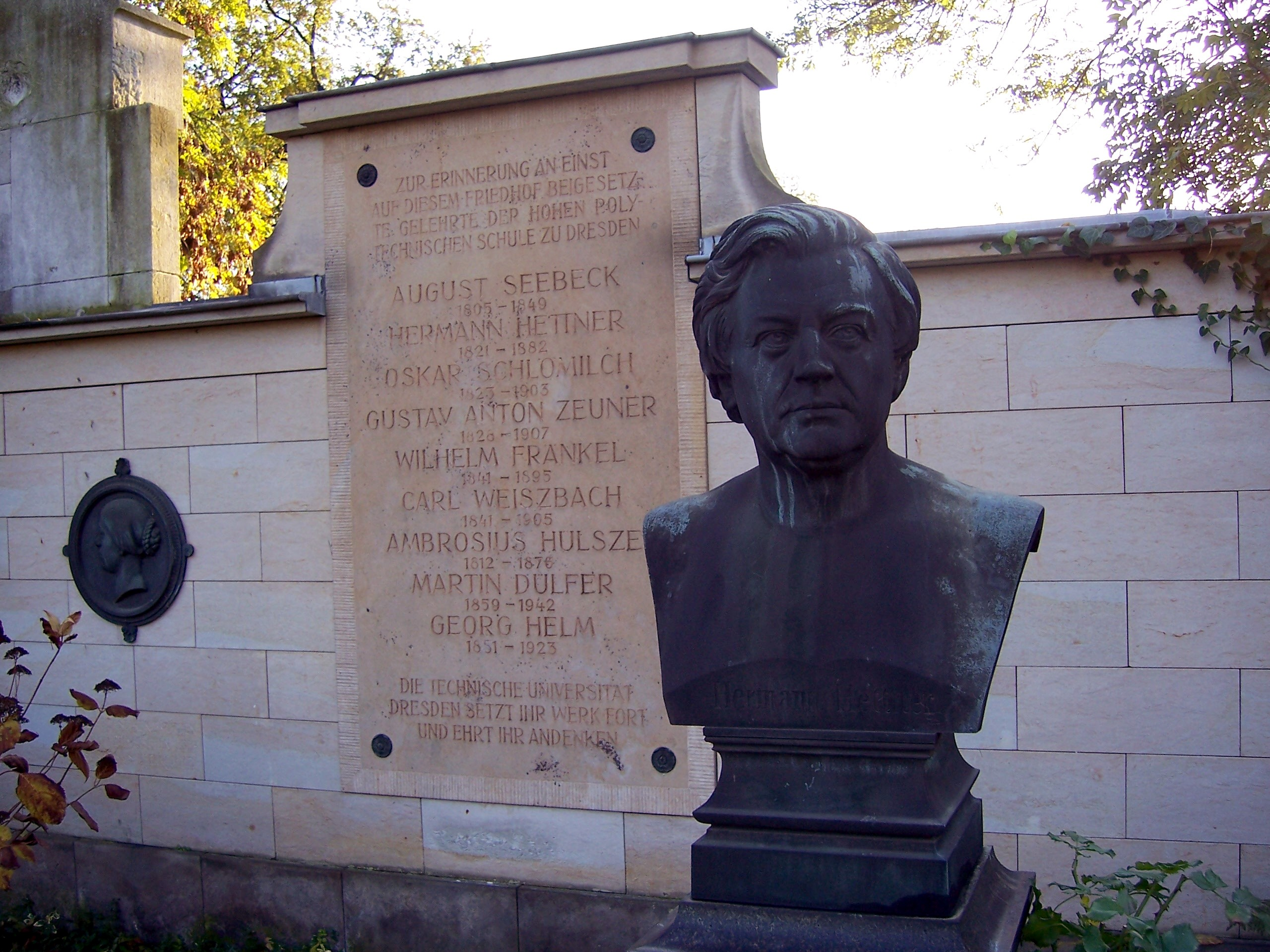
Gedenkstätte für Oskar Schlömilch auf dem Alten Annenfriedhof in Dresden

- Handbuch der mathematischen Analysis, 1845
- Handbuch der Differenzial- und Integralrechnung, 2 Bände, C. A. Koch, Greifswald 1846, 1848
- Theorie der Differenzen und Summen Ein Lehrbuch, 1848
- Analytische Studien: Theorie der Gammafunktionen, 1848
- Die allgemeine Umkehrung gegebener Funktionen, 1849
- Mathematische Abhandlungen, 1850
- Die Reihenentwickelungen der Differenzial- und Integralrechnung, 1851
- Handbuch der algebraischen Analysis, 1851
- Der Attractionscalcül, 1851
- Compendium der höheren Analysis, 1853
- Lehrbuch der analytischen Geometrie, bearb. von O. Fort und O. Schlömilch, Teubner 1855
- Grundzüge einer wissenschaftlichen Darstellung der Geometrie des Maasses, 1859
- Compendium der höheren Analysis: in zwei Bänden, Teubner 1862, Gallica
- Übungsbuch zum Studium der höheren Analysis, 2 Bände, 1867, 1868
- Handbuch der Mathematik, 2 Bände, 1879, 1881, 2. Auflage in 3 Bänden 1904